# 天主教布瓦凱總教區
天主教布瓦凱總教區 （拉丁語：Archidioecesis Buakensis）是科特迪瓦一個羅馬天主教教省總教區，下轄三個教區。是該國四個總教區之一。

## 歷史
1951年5月11日設布瓦凱宗座監牧區，1955年9月14日升為教區。1994年12月19日升為總教區。

## 現況
總教區包括貝烏米省、布瓦凱省、薩卡蘇省、丁博克羅省和姆巴亞克羅省，2006年有教友161,000人（佔轄區總人口16.5%）、二十個堂區、五十五名司鐸。現任總主教為保祿·西滿·迪傑羅。